# Rodney Village
Rodney Village é uma Região censo-designada localizada no estado americano de Delaware, no Condado de Kent.

## Demografia
Segundo o censo americano de 2000, a sua população era de 1602 habitantes.

## Geografia
De acordo com o United States Census Bureau tem uma área de
1,6 km², dos quais 1,6 km² cobertos por terra e 0,0 km² cobertos por água.

## Localidades na vizinhança
O diagrama seguinte representa as localidades num raio de 8 km ao redor de Rodney Village.